# Ghosttown
Ghosttown ist eine Pop-Ballade der amerikanischen Sängerin Madonna aus dem Jahr 2014. Das Lied wurde von Madonna, Jason Evigan, Evan Bogart und Sean Douglas geschrieben und von Madonna, Billboard und Evigan produziert. Es ist der dritte Track des Albums Rebel Heart.

## Handlung und Hintergründe

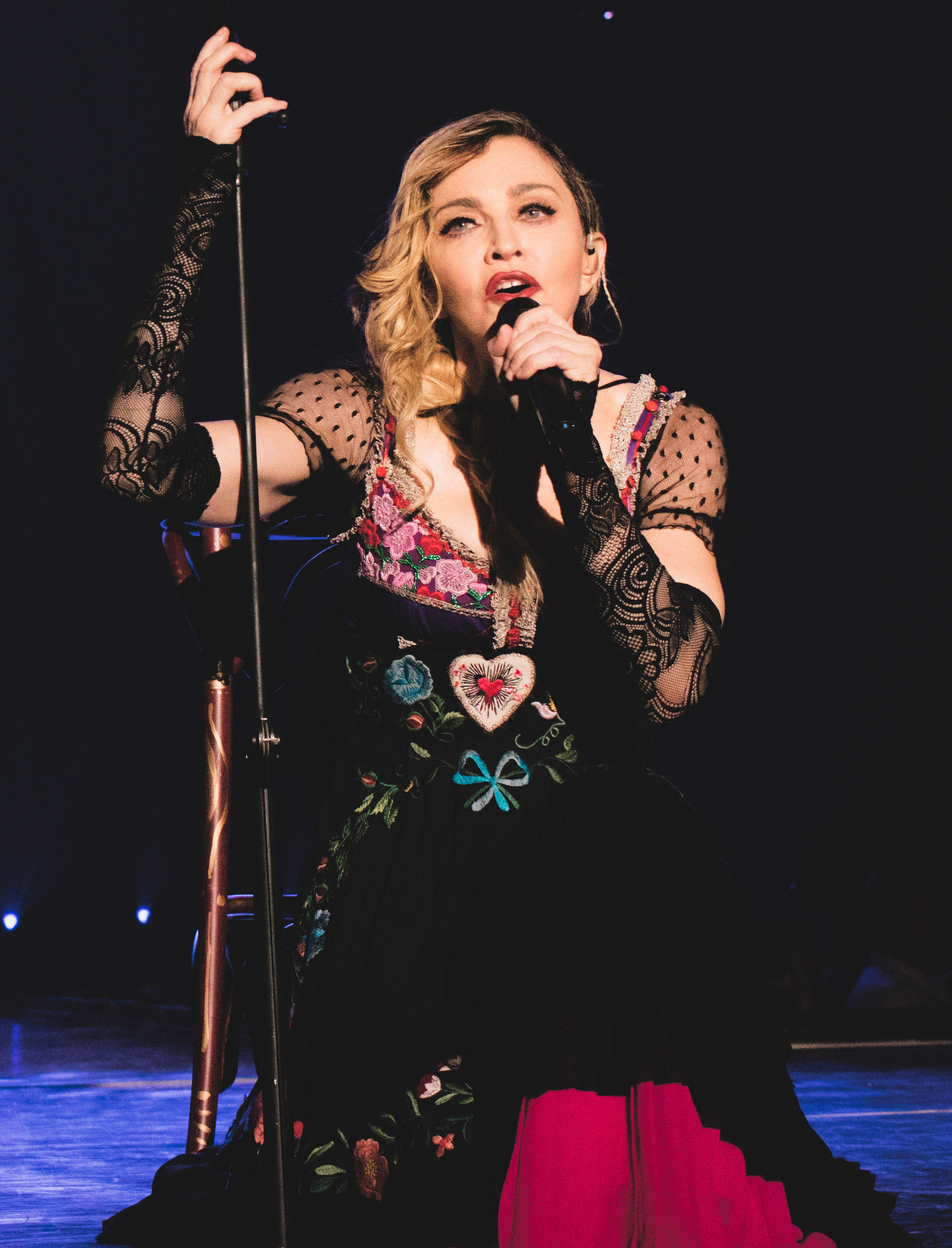
Madonna singt Ghosttown bei der Rebel Heart Tour in Philadelphia

Madonna beschrieb den Hintergrund des Songs in einem Interview mit dem Rolling Stone wie folgt:

“[…] At the end of the day, if we run out of oil and we don't have electricity and we don't have all the modern conveniences, and we have no phones and computers, all we're going to have is each other, is humans. And that song's about recognizing that.”

„[…] Am Ende des Tages, wenn uns das Öl ausgeht und wir keinen Strom haben und wir nicht alle modernen Annehmlichkeiten haben und wir keine Telefone und Computer haben, ist alles, was wir noch haben, wir, Menschen. Und in diesem Song geht es darum, das zu erkennen.“

In einem Interview mit dem französischen Radiosender Europe 1 zeigte Madonna sich zudem besorgt über den erstarkenden Rassismus und Antisemitismus in Europa, speziell in Frankreich und erklärte, sie sehe die Menschheit auf deren Untergang zusteuern, sollte sich daran nichts ändern.

## Geschichte
Ghosttown wurde in drei Tagen geschrieben. Madonna war inspiriert von der Single Talk Dirty von Jason Derulo (2013), an welcher Douglas und Evigan ebenfalls beteiligt waren. Letzterer fungiert auch als Background-Sänger in Ghosttown. Über ihre Zusammenarbeit mit den Co-Autoren des Songs sagte Madonna dem Billboard-Magazin:

“We all get into a room together. They start playing their chords and then we just start thinking about… When I write with people, we always try to come up with a theme. What do we want to write about? So this one is about the city after armageddon. The burnt out city, the crumbling buildings, the smoke that's still lingering after the fire. You know what I mean? There's only a few people left. How do we pick up the pieces and go on from here? Kind of dramatic. But not entirely impossible at this stage of the game… And we'll all be in our version of a 'Ghosttown' or in a version of a 'Ghosttown', and at the end of the day, all we're going to have left is each other. So that's really what that song is about.”

„Wir kommen alle zusammen in einen Raum. Sie fangen an, ihre Akkorde zu spielen, und dann fangen wir an, darüber nachzudenken … Wenn ich mit Leuten schreibe, versuchen wir immer, ein Thema zu finden. Worüber wollen wir schreiben? Hier geht es also um die Stadt nach Harmagedon. Die ausgebrannte Stadt, die zerfallenden Gebäude, der Rauch, der nach dem Brand noch immer hängt. Sie wissen, was ich meine? Es sind nur noch wenige Leute übrig. Wie heben wir die Scherben auf und machen von hier aus weiter? Irgendwie dramatisch. Aber in dieser Phase des Spiels nicht ganz unmöglich … Und wir werden alle in unserer Version einer 'Geisterstadt' oder in einer Version einer 'Geisterstadt' sein und am Ende des Tages alles, was wir noch haben werden, sind wir. Darum geht es also in diesem Lied.“

Die Veröffentlichung erfolgte am 22. Dezember 2014: Nachdem unvollendete Songs aus dem Album Rebel Heart geleakt wurden, wurde das Album zur Vorbestellung auf iTunes angeboten – 6 bereits vollendete Titel, darunter Ghosttown, konnten hierbei bereits heruntergeladen werden. Ursprünglich war die Veröffentlichung des Albums für März 2015 geplant.

## Musikvideo
Im Musikvideo tanzt Madonna mit Terrence Howard in einer vom Dritten Weltkrieg zerstörten Stadt. Das Video wurde am 8. April 2015 auf YouTube veröffentlicht.

## Chartplatzierungen
Ghosttown erreichte in Deutschland Platz 34 der Singlecharts. Die Billboard Hot 100 (USA) erreichte der Song nicht; jedoch war Ghosttown auf Platz 1 der US Dance Club Charts und somit Madonnas 45. Song, der in diesem Ranking Platz 1 erreichte. Madonna wurde hiermit alleinige Rekordhalterin für die meisten Nummer-1-Songs in einem beliebigen Billboard-Chart. Zuvor teilte sie sich diesen Rekord mit George Strait (44 Nummer-1-Hits in Hot Country Songs).
Die Single erreichte in Italien 50.000 Verkäufe, was den dortigen Kriterien für eine Platin-Schallplatte entspricht.

## Remixe
Am 22. Mai 2015 erschien ein Album mit insgesamt 10 Remixen des Songs. Der Remix mit Don Diablo ist zugleich die B-Seite der Single.